# Евгарій I Антіохійський
Євагрій Антіохійський- претендент на Антіохійський престол з 388 по 392 рік. Він змінив Павліна і мав підтримку Євстафієвої партії, а також був суперником Флавіана під час так званого Мелетіанського розколу. 

## Історія
Після смерті Пауліна в 388 р. Євстафії все ще обурювалися Флавіана за його стосунки з ненависним Мелетієм, звинуваченим у посвяченні аріанами. Тому обрали Євагрія.  За словами Созомена, протримався він недовго.
За словами Феодорита, посвячення Євагрія Павліном суперечило канонічному праву, оскільки він зробив це один, на смертному ложі. Тим не менш, він був прийнятий імператором, і таким чином розкол тривав. 

## Спадщина
Паулін і Євагрій з партії Євстатіана були визнані на Заході справжніми єпископами, тоді як на Сході єпископи Мелетія, включаючи Флавіана, вважалися законними. 
Він переклав з грецької на латинську твір « Житіє блаженного Антонія Афанасія ».  